# Klaas Plantinga
Klaas Pieter Plantinga (Huizum, 2 juni 1846 – Bolsward, 17 juli 1922) was een Nederlandse distillateur en oprichter van de Plantinga distilleerderij in Bolsward.

## Voorouders
De voorouders van Klaas Plantinga kwamen uit het dorp Huizum onder Leeuwarden. Over zijn overgrootouders Jan Aukes en Baukje Annes is weinig bekend. Van zijn grootouders Klaas Jans (1737–1809) en Binke Hessels (1747-1821) weten we dat ze in 1781 in Huizum een huis met gardeniersland (tuinbouwgrond) kochten. Na de dood van Klaas Jans in 1809, zette Binke Hessels het tuinbouwbedrijf met haar drie zoons Auke, Hessel en Pieter Klazes voort. In 1854 wordt het tuinbouwbedrijf door de drie broers verkocht.
Toen Napoleon Bonaparte de Burgerlijke Stand invoerde op 18 augustus 1811, namen de drie broers Auke, Hessel en Pieter de achternaam 'Plantinga' aan, een naam die verwijst naar hun beroep van gardenier (planter of tuinbouwer).
Pieter Klazes Plantinga (1792-1862), de vader van Klaas Plantinga, trouwde in 1845 met Gertje Cornelis Prosé (1823-1891). Naast Klaas kregen ze nog vijf andere kinderen, Aukje (1848-1848), Aukje (1849-1878), Attje (1851- 1941), Cornelia Johanna (1854 - 1938) en Jan (1856 - 1924).
Na het overlijden van haar man Pieter hertrouwt Gertje Cornelis Prosé in 1863 met Popke van der Sluis van den Bosch. Gertje verhuist met Klaas en haar andere kinderen naar Leeuwarden, waar haar nieuwe man een drukkerij begint aan het Noordvliet.

## De jonge jaren
Klaas Plantinga blijft niet lang in Leeuwarden wonen, want hij wil een opleiding volgen voor apothekersassistent. Hij gaat in september 1863 naar Sneek waar hij in de leer gaat bij Johannes Risselada, apotheker aan de Wijde Burgstraat. In 1865 vertrekt Klaas naar Amerika, bestemming New York, om daar zijn geluk te beproeven.
Het vertrek van Klaas naar de Verenigde Staten blijkt ook uit de emigratiedossiers van het ministerie van buitenlandse zaken. Hoelang hij daar is geweest en wat hij daar heeft gedaan is niet bekend.
Volgens een oud familieverhaal had Klaas voor hij naar Amerika ging in Bolsward een meisje leren kennen, Ytje Keizer (15 augustus 1851 - 30 maart 1922). Hij kon haar niet vergeten en toen zij hem schreef dat er in een Bolsward een slijterij te koop was, besloot hij terug te keren om met haar daar een bestaan op te bouwen. Dit verhaal is in de jaren 70 in een reclamecampagne gebruikt voor Plantiac, een van de producten die Klaas later ontwikkelde. Feit is alleen dat Ytje Keizer bij het vertrek van Klaas naar de VS nog maar veertien jaar oud was. Waarschijnlijk heeft de ontmoeting plaatsgevonden na de terugkeer van Klaas uit Amerika. In 1869 was hij in ieder geval weer in Nederland.
Klaas heeft stage gelopen bij de slijterij van Rintje Baukes Sijperda aan de Dijkstraat in Bolsward. Ytje Keizer werkte twee deuren verder als winkelmeisje bij de banketbakkerij van haar oom Jan Reinders Wigersma.
Misschien heeft Klaas plannen gehad om naar de VS terug te keren, maar hebben Ytje Keizer en de mogelijkheid om de slijterij van Sijperda te kopen hem doen besluiten om in Friesland te blijven. Op 17 februari 1870 koopt hij het winkelpand van Sijperda aan de Dijkstraat (voor 5000 gulden) en na een verbouwing wordt op 14 juli de firma Plantinga opgericht.
Klaas en Ytje trouwen op 15 januari 1871 en krijgen zes kinderen: Pieter (21 december 1871 - 17 januari 1928), Gerard Herman (7 oktober 1873 - 19 november 1874), Gerrit Herman (9 januari 1876 - 30 november 1962), Jan Auke (21 januari 1878 - 4 augustus 1896), Sicco Jacobus Tönnis (18 april 1881 - 2 juli 1934) en Koenraad (18 september 1885 - 21 november 1959).

## De Plantinga distilleerderij
In de beginjaren concentreerde Plantinga zich voornamelijk op zijn eigen variant van Beerenburg, een lokale drank die vooral populair was doordat het zou werken tegen griep en verkoudheid. Rond Bolsward stond dit drankje bekend als "een KP-tje".
Plantinga's zoon Gerrit Herman (9 januari 1876 - 30 november 1962) kwam op 29 september 1900 bij het bedrijf. Het bedrijf werd "K. Plantinga & Zoon, Distilleerderij 2e Klasse". Op 8 oktober 1910 kwam een van Klaas' andere zoons, Sicco, erbij. Klaas zelf trok zich toen terug, hoewel hij op de achtergrond nog wel actief bleef. Het bedrijf begon nu ook diverse wijnen en sterke drank te importeren, en zelf te maken. Gerrit Hermans tweede zoon, Louwrens Baltus (5 oktober 1902 - 2 juni 1993) kwam op 14 juli 1920 bij de zaak. Hij zette een verkoopnetwerk buiten Bolsward op. Louwrens Baltus is de man van wie de handtekening op vrijwel alle Plantinga producten (behalve, vreemd genoeg, Beerenburg) staat.

## Maatschappelijke Betrokkenheid
Klaas Plantinga was een sociaal en betrokken man die veel deed voor de gemeenschap in Bolsward. Hij inspireerde Cesar Willem Eisma in 1885 tot de oprichting van de Onderlinge Verzekering Maatschappij bij besmettelijke ziekten “de Philantroop”, een maatschappij die nu is opgegaan in RVS verzekeringen. Bij het 50-jarig jubileum van de firma Plantinga in 1920 werd op initiatief van Klaas een pensioen- en invaliditeitsfonds voor het personeel opgericht.
Klaas Plantinga stierf op 17 juli 1922. Zijn vrouw, Ytje, was op 3 maart 1922 al overleden.

## Locaties
De Plantinga distilleerderij en slijterij, eenmaal opgericht, was gevestigd aan de Dijkstraat 7 in Bolsward. Er vonden in 1869 en 1887 renovaties plaats. De familie woonde destijds op de eerste verdieping. In 1900 verkreeg het bedrijf panden aan Grootzand 6 en 7. Deze panden waren via een omsloten tuin verbonden aan de Dijkstraat 7 locatie. In 1901 verhuisden Klaas en Ytje naar een pand aan de Stoombootkade 2. Hun zoon Gerrit Herman bleef met zijn gezin aan de Dijkstraat wonen. Tegen 1924 had de distilleerderij nog een locatie aan 't Laag 42-44.

## Plantinga dranken
Een aantal van de volgende dranken stammen van na Plantinga's dood in 1922.
Alcoholische dranken:
- Beerenburg
- 34 Beerenburg
- Boeren Beerenburg
- Plantiac (eerder Plantinga Cognac) (Vieux)
- Friesch Rood Bessenjenever
- Kersen Brandewijn
- Vlierbessenjenever
- Voorburg (een zoete likeur gericht op vrouwen)
- Frambozen Brandewijn
- Zuivere Brandewijn
- Jenever
- Zeer oude Jenever
- Dubbel gebeide Jonge Jenever
- Citroenjenever
- Boerenjongens
- Verlofschilletje
- Schilletje Speciaal
- Zoete Frambozen

Non-alcoholische dranken:
- Blanke Anijs
- Ster Anijs
- Valencia Limonadesiroop
- Wielerskwast
- Sina

Het bedrijf importeerde en verkocht ook een groot aantal buitenlandse dranken, zoals wijnen en Cognacs, niet hierboven genoemd.